# Várzea (Recife)
Várzea é um bairro do município brasileiro do Recife, capital do estado de Pernambuco..

## Descrição
Várzea é o segundo maior bairro em extensão territorial do município do recife com 2.264 hectares. É um bairro bastante arborizado cortado pelo Rio Capibaribe, de clima agradável e caracterizado pela presença de prédios baixos, de até 6 andares do tipo caixão, residencial, de comércio não muito expressivo e com diversas atividades culturais. Neste bairro estão localizados o Instituto Ricardo Brennand (com um rico acervo em peças mediavais e a maior coleção privada de obras do pintor holandês Frans Post); o Ateliê de Francisco Brennand, onde estão expostas diversas esculturas em argila; a Escola Municipal de Arte João Pernambuco (conhecido popularmente como Conservatório da Várzea); a Igreja de Nossa Senhora do Rosário; o Casarão da Várzea (antigo hospital Magitot) onde acontecem ações educacionais e culturais em prol da revitalização do prédio, e da construção do mercado público cultural da Várzea, realizado pelo movimento comunitário nomeado como Salve O Casarão Da Várzea; e o Centro Pastoral da Arquidiocese de Olinda e Recife (também uma casa de repouso para idosos). Ainda estão sediados na Várzea o Instituto Santa Maria Mazarello (Ordem Salesiana), o Lar Fabiano de Cristo - Casa de Rodolfo Aureliano, a Companhia de Caridade - Instituto Padre Venâncio, a sede da Secretaria de Educação de Pernambuco (no antigo prédio da Oi) e a antiga Companhia Industrial de Vidros (CIV) - hoje atual fábrica de vidros da Owens Illinois, e a Coudelaria Souza Leão, onde há também um centro de treinamento para esportes equestres no mesmo. Também é um bairro vizinho e tem na divida o tradicional Caxangá Golf Country Club no bairro da Caxangá. A praça da Várzea é sede dos principais eventos culturais do bairro e o principal logradouro do bairro é a Avenida Afonso Olindense. É um bairro bastante privilegiado pelo fato de situar-se a 5 minutos da Universidade Federal de Pernambuco (UFPE) bem como do Instituto Federal de Pernambuco (IFPE) e a apenas 8 minutos da Universidade Federal Rural de Pernambuco (UFRPE). O bairro é muito bem suprido pelo transporte público, uma vez que está localizado entre grandes terminais integrados (TI) de passageiros da região metropolitana do Recife (TI Camaragibe, TI Macaxeira, TI Barro e o TI Caxangá). E possui em sua localização duas estações de metrô (Rodoviária e Cosme Damião), Não a toa que a rodoviária de Recife é conhecida como TIP – Terminal Integrado de Passageiros Antônio Farias. A ótima estrutura física e facilidade de integração com as diversas áreas de transporte local fazem da estação uma referência entre as demais, sendo a maior rodoviária de Pernambuco, a segunda maior do Brasil e uma das maiores da América Latina.
Fundada em 1986, a rodoviária está localizada na Zona Oeste do Recife, na Av. Prefeito Antonio Pereira no bairro da várzea a 16 km do centro da cidade, e conta com uma área de 400 mil m² para suportar mais de 300 linhas de ônibus operando diariamente em rotas diferenciadas, dentro e fora do Estado.
Mais de 15 empresas atuam no terminal, sendo responsáveis pelo fluxo de mais de 12 mil pessoas embarcando e desembarcando todos os dias. Além das viagens tradicionais, também saem do TIP diversos ônibus para os bairros da cidade. Outra facilidade é que a rodoviária de Recife é integrada ao sistema de metrô local, pela Estação de Metrô Rodoviária, da linha Centro, com acesso aos principais bairros. A estação cosme Damião que tem sua localização no loteamento cosme Damião, pertecente ao bairro da Várzea, e estas duas estações tanto a Rodoviária quanto a Cosme Damião tem o SEI(sistema estrutural integrado) com o TI Rodoviária e o TI Cosme Damião citado acima fazendo integração com a estação do metrô, sendo a principal via de acesso a Arena Pernambuco, através de transporte público; Além também do bairro ter um terceiro TI, batizado de TI CDU - Várzea
O principal logradouro do bairro é a Avenida Afonso Olindense.

## História
As terras dessa região foram as primeiras a serem repartidas entre os colonos portugueses que iniciaram a povoação de Pernambuco, na primeira metade do século XVI.
A área escolhida pelos portugueses para o plantio de cana-de-açúcar foi a várzea do Capibaribe, na beirada do rio homônimo. O primeiro engenho da região foi o de Santo Antônio. No entanto, foi o Engenho São João que se tornou mais conhecido. As terras eram férteis, com água em abundância e logo os engenhos se multiplicaram.
Por volta de 1630, a várzea do Capibaribe tinha 16 engenhos de açúcar em plena atividade. Na porção mais central das terras, à margem direita do rio, um povoado teve imediato desenvolvimento, convertendo-se numa freguesia sob a invocação de Nossa Senhora do Rosário. A primeira capela da Várzea dataria de 1612.
Tempos depois, precisamente em 1746, a freguesia da Várzea contava com 2.998 habitantes, 18 capelas, 11 engenhos em atividade e 4 de fogo morto (ou seja, desativados). O açúcar ali produzido era transportado por pequenas embarcações pelo rio Capibaribe até o porto do Recife.
No final da primeira metade do século XIX, a Várzea tornou-se o centro de uma disputa como colônia de férias. As águas cristalinas do rio atraíam recifenses que vinham de todas as partes da cidade. Esses banhos (que diziam ter poder de cura) movimentaram a localidade até 1880, quando teve início a poluição do Capibaribe e a colônia perdeu força.
Além da força econômica, a Várzea do Capibaribe também viveu importantes episódios históricos. Era no Engenho São João, por exemplo, que se discutiam planos de revolta contra os holandeses. E na Matriz da Várzea foi sepultado o corpo do líder indígena Filipe Camarão, um dos heróis das batalhas que expulsaram os holandeses.

## Edificações

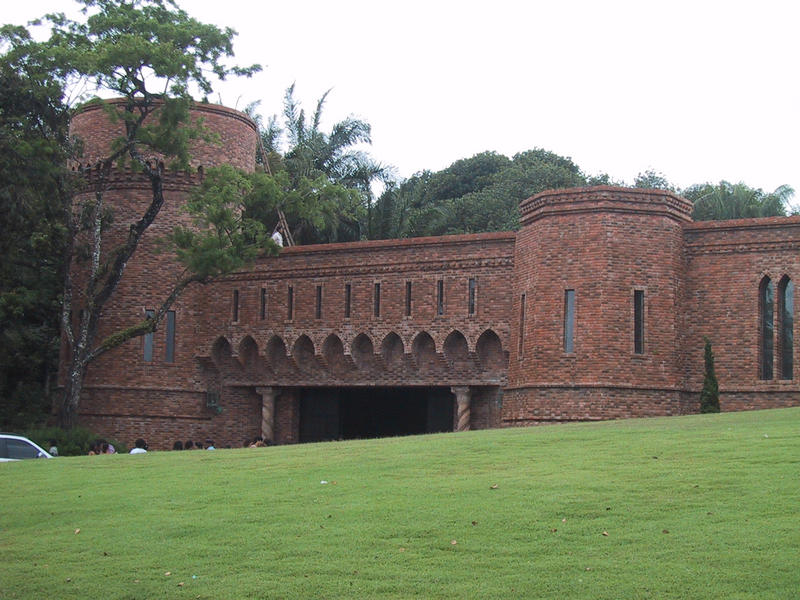
Instituto Ricardo Brennand

- Oficina Cerâmica Francisco Brennand
- Cemitério da Várzea
- Arquidiocese de Olinda e Recife - Centro Pastoral
- Escola Municipal de Arte João Pernambuco
- Fábrica da Brasilit
- Casa de Ferro Família Brennand
- Casarão da Várzea
- Fábrica da Tramontina
- Igreja Adventista do Sétimo Dia
- Instituto Ricardo Brennand
- Secretaria de Educação de Pernambuco
- Matriz da Várzea (Paróquia Nossa Senhora do Rosário)
- Coudelaria Souza Leão

## Demografia
Área Territorial: 2.255 hectares
População Residente: 70.453 habitantes
Sexo masculino: 32.870
Sexo feminino : 37.583
Taxa Geométrica de Crescimento Anual (2000/2010): 0,88% 
O Bairro da Várzea é tido como uma área de expansão para a cidade do Recife, sendo mais bem planejado que a média dos outros bairros e possuindo melhores indicadores sociais. O Bairro cresceu muito, após a instalação da Universidade Federal de Pernambuco nas proximidades. Seu IDH em 2000, segundo consta no Atlas de Desenvolvimento Humano no Recife, foi de 0,878.